# Das verbotene Paradies (1958)
Das verbotene Paradies ist einer der ersten deutschen Nudistenfilme, die nach 1945 hergestellt wurden. Unter der Regie des angesehenen Max Nosseck, der dieses Werk nur unter Pseudonym („Maximilian Meyer“) drehen wollte, wirkten trotz der damals umstrittenen Machart und mehrerer Nacktszenen im Drehjahr 1955 eine Reihe von angesehenen Schauspieler jener Jahre mit, darunter Günter Pfitzmann, Jan Hendriks, Wolfgang Lukschy, Ingeborg Schöner und Siegfried Schürenberg. Den einleitenden Kommentar spricht Georg Thomalla.

## Handlung
Begleitet von einleitenden Kommentaren des im Bild nicht sichtbaren Georg Thomalla, beginnt der Film dokumentarischen Aufnahmen deutschen Badevergnügens von einst (zur Kaiserzeit um 1900) bis jetzt (1955) und zeichnet die Entwicklung der Bademode, beginnend mit züchtig-hochgeschlossenen Ganzkörper-Badeanzügen mitsamt Geschlechtertrennung bis zum wenig verhüllenden Bikinizweiteiler nach. Schließlich werden die ersten Vertreter der FKK-Bewegung im Adamskostüm präsentiert: bei körperlichen Ertüchtigungsübungen auf der Wiese wie beim übermütigen Rennen und hopsen in den Badesee sieht man junge Damen wie Gott sie schuf.
Jetzt erst beginnt die eigentliche Handlung. Handlungsort ist eine Ferienkolonie. Hier verbringen die Damen und Herren der gehobenen Gesellschaftsschichten ihren Urlaub ebenso wie die jungen Leute mit kleinerem Geldbeutel. Die einen bewohnen das Luxushotel, andere bevorzugen wiederum den Zeltplatz. Die Haute volee mit ihrer Spießermoral entrüstet sich gern nicht, denn sie sieht überall die Unmoral ins Kraut schießen. Als eines Morgens fünf ältere Herrschaften, darunter auch das Ehepaar Dettmann, sich vom See her in voyeuristischer Weise einem Feldlager mit einem Ruderboot nähern, nur um sich moralisch zu echauffieren, plumpsen die Beteiligten ins Wasser. Weil sich die Camper in ihrer etwas freizügigeren Badebekleidung nicht begaffen lassen wollten, hatten einige der Jugendlichen das Boot kurzerhand zum Kentern gebracht. Herr Dettmann ist besonders empört, weil seine ach so brave Tochter Inge sich diesen jungen Leuten angeschlossen hat. Inge wiederum hat ein vor ihren Eltern geheim gehaltenes Verhältnis mit Thomas Sund, dem Enkel des Ferienkolonieeigentümers. Um sich der Moralpredigt ihrer Eltern zu entziehen, entfleucht Inge zu Thomas und dessen Mutter Margit. Jene wird am folgenden Abend von Dr. Theo Krailing besucht, einem Jugendfreund.
Krailing erzählt Thomas und Inge eine Geschichte aus seiner eigenen Jugend zu Kaisers Zeiten, in deren Mittelpunkt Prof. Wetterstein steht, Thomas Großvater. Dieser Wetterstein war ein in seiner Zeit (vor 1914) außerordentlich liberaler und neuen Gedanken aufgeschlossener Lehrer, der bei den altvorderen Honoratioren mit seinem Freigeist, vor allem bezüglich der Propagierung von „luftiger“ Körperertüchtigung und -präsentation im Freien, regelmäßig aneckte. Sein größter Widersacher war damals der ebenso hinterlistige wie eine verlogene Doppelmoral predigende Assessor Dr. Linde, der nach außen hin anklägerisch Moral („Mit der Körperkultur fängt es an und wie endet es? Mit der Propagierung der freien Liebe!“) einfordert und die Klage gegen den angeblich wider alle gute Sitten agierenden Professor anführt, mit seinen Korps-Kameraden einer schlagenden Verbindung aber jenseits der Blicke der Öffentlichkeit dubiose Lokale aufsucht und der Industriellen-Tochter Elsa nachstellt – allerdings einzig aus dem Grunde, weil er es auf ihre fette Mitgift abgesehen hat, da ihm seine Gläubiger bereits auf den Fersen sind. Krailing muss seine Unterstützung selbst vor seinem Vater, dem Schuldirektor, verteidigen. Nach Krailings Ausflug in die deutsche Sittengeschichte der Vergangenheit stellt sich für alle Parteien der Gegenwart heraus, dass die Wertvorstellungen der gutbürgerlichen Kurgäste von heute gar nicht so weit entfernt von denen der Nudisten und FKK-Anhänger entfernt liegen.

## Produktionsnotizen
Der Film Das verbotene Paradies, mit dem die Idee der Freikörperkultur propagiert werden sollte, wurde von September bis Anfang Oktober 1955 u. a. in Heiligensee gedreht und war für das darauffolgende Jahr zur Veröffentlichung vorgesehen. Angesichts der Nacktaufnahmen von herumtollenden und badenden jungen Frauen, die man allein in den ersten zehn Filmminuten – eingerahmt von dokumentarischen Aufnahmen – sehen konnte, griff die Freiwillige Selbstkontrolle (FSK) vierzehnmal ein und verlangte zahlreiche Schnitte, die durch die humorigen Begleitkommentare Thomallas die eigentliche Botschaft einer freizügigeren Körperauffassung stark verwässerten. Daraufhin verzögerte sich die Uraufführung um drei Jahre. Das verbotene Paradies kam am 17. Oktober 1958 in die Kinos und stieß, zumal bei der katholisch-konservativen Filmkritik, auf heftigste Gegenwehr – obwohl am Ende sämtliche Protagonisten der Geschichte, dank der FSK-Schnitte, einhellig „moralisch“ gehandelt haben.
Der nachmals aufgrund seiner Karl-May-Film-Kompositionen berühmt gewordene Martin Böttcher komponierte hier eine seiner ersten Filmmusiken. Hans Luigi entwarf die Filmbauten.

## Kritiken
„Ein inszenatorisch wie inhaltlich primitiver Film, auf törichte Weise spekulativ und schlampig. Was aus heutiger Sicht unbeabsichtigt erheiternd wirkt, ist zugleich ein bemerkenswerter Einblick in ein Kapitel früher bundesdeutscher Sittengeschichte.“

„Seinerzeit anrüchiger Spielfilm, der die Aufarbeitung eines Generationenkonflikts am Beispiel der Veränderung der Badesitten bietet. Nackte Haut und eine dezente Strip-Einlage sollten Ende der fünfziger Jahre die Massen in die Lichtspielhäuser locken, wobei als Zugpferde außerdem Wolfgang Lukschy (‚Die Frau meiner Träume‘), Günter Pfitzmann und Ingeborg Schöner dienten. Heutzutage allenfalls ein von Nostalgie geprägtes Vergnügen.“